# جائزة كتالونيا الكبرى للدراجات النارية 2000
جائزة كتالونيا الكبرى للدراجات النارية 2000 هو سباق دراجات نارية أقيم بتاريخ 11 يونيو 2000 في حلبة دي كاتلونيا. كان الجولة السابعة من أصل 16 في سباق الجائزة الكبرى للدراجات النارية موسم 2000. فاز الأمريكي كيني روبرتس جونيور بفئة 500 سي سي بينما جاء الياباني نوريفومي أبي في المركز الثاني وحصل على المركز الثالث الإيطالي فالنتينو روسي.

## وصلات خارجية
- الموقع الرسمي